# Mission Control Texas
Pour plus de détails, voir Fiche technique et Distribution.
Mission Control Texas est un film documentaire de 2015 réalisé par Ralf Bücheler. Le film explore le travail réalisé lors de l'émission The Atheist Experience à Austin au Texas. 

## Contenu du film
Au milieu de la Bible Belt, à Austin, au Texas, chaque dimanche, un groupe d'humanistes athées débat de religion et croyances lors de l'émission de télévision The Atheist Experience. En plus de donner la parole à la communauté athée, Mission Control Texas montre des cérémonies de culte étranges, de prétendues guérisons miraculeuses et le tout est accompagné de prières. La religion semble être omniprésente. Néanmoins, les participants à une réunion du Tea Party se plaignent du manque de liberté religieuse en politique, ce qui signifie la liberté uniquement pour la religion chrétienne.

## Production
Mission Control Texas a été produit par Ingo Fliess en coproduction avec l’Université de télévision et de cinéma de Munich et la chaîne de télévision publique allemande 3sat. Il a en outre été financé par FilmFernsehFonds Bayern à hauteur de 30 000 euros,. 
Le réalisateur Ralf Bücheler a choisi une approche purement observationnelle, sans interviews ni narration à l'aide d'une voix off.

## Récompenses et nominations
Mission Control Texas a été présenté en première au Max Ophuls Film Festival 2015, nommé dans la catégorie Meilleur film documentaire. Il a été diffusé pour la première fois sur 3Sat le 14 juin 2015. Quelques jours plus tard, il a remporté le prix  FFF-Förderpreis au festival international du film documentaire de Munich de 2015.